# Sacharóza
Sacharóza (vědecký název sacharosa) v běžné řeči označovaná jako řepný cukr, třtinový cukr, stolní (konzumní) cukr, nebo jen cukr, je nejběžnější disacharid. V čistém stavu je sacharóza bílá krystalická látka sladké chuti. Uplatnění nachází především v potravinářství, kde se používá jako sladidlo.

## Struktura
Systematický název sacharózy je β-D-fruktofuranosyl-α-D-glukopyranosid, v přírodě byl objeven zatím pouze jeden enantiomer. Monosacharidy jsou v molekule spojeny glykosidickou vazbou, která vzniká mezi hydroxylovými skupinami na 1. uhlíku α-D-glukózy a 2. uhlíku β-D-fruktózy, proto je sacharóza neredukující disacharid.

## Vznik a výskyt v přírodě
Sacharóza je v přírodě velmi rozšířená. Je důležitým metabolickým produktem všech zelených rostlin, kde slouží jako transportní rozpustný sacharid. Vzniká přenosem glukosylového zbytku z UDP-glukózy na fruktózu. Živočichové ji nesyntetizují.
Vyskytuje se ve stoncích, listech a plodech mnoha rostlin. V Česku je hlavním průmyslovým zdrojem sacharózy cukrová řepa (Beta vulgaris), ve světě je to cukrová třtina (Saccharum officinarum) a místně a v menším měřítku i další druhy rostlin jako např. datlovník (Phoenix dactylifera), některé druhy palem a javor cukrový (Acer saccharum).

## Fyziologie a výživa
Sacharóza se používá jako nejběžnější sladidlo. V těle se enzymaticky štěpí na glukózu a fruktózu, které se dále metabolizují. Ke zmíněné hydrolýze je třeba vitamín B, vápník, hořčík a další látky. Metabolickým zpracováním 1 gramu sacharózy se uvolní 16,7 kJ (4 kcal) energie.
Nadměrná konzumace sacharózy může být příčinou mnoha zdravotních problémů. Sacharóza je energeticky velmi bohatá, její dlouhodobá vyšší spotřeba může vést až k obezitě. Sacharóza také významně zvyšuje hladinu glukózy v krevní plazmě (má vysoký glykemický index) a má vliv na sekreci insulinu, proto je nevhodným sladidlem pro diabetiky. Dále vede k poškození zubní skloviny a podporuje vznik zubního kazu, protože slouží jako zdroj živin pro ústní bakterie (Leuconostoc mesenteroides).
Vzhledem k uvedeným skutečnostem se na trhu stále více prosazují tzv. „light výrobky“, které mají snížený obsah sacharózy. Požadované sladké chuti se většinou dosahuje přidáním umělého sladidla.

## Fyzikální vlastnosti
Sacharóza je krystalická látka, rozpustná ve vodě. Rovinu polarizovaného světla stáčí doprava (+ 66,47°). Její hustota je 1,587 g/cm3. Při zahřívání nad 186 °C taje a mění se v karamel. Cukr je také látka vykazující triboluminescenci, tj. že vydává při drcení svých krystalů viditelné světlo.
Rozpustnost ve vodě:
| teplota (°C) | rozpustnost (gramů ve 100 gramech vody) |
| ------------ | --------------------------------------- |
| 50           | 259                                     |
| 55           | 273                                     |
| 60           | 289                                     |
| 65           | 306                                     |
| 70           | 325                                     |
| 75           | 346                                     |
| 80           | 369                                     |
| 85           | 394                                     |
| 90           | 420                                     |

## Chemické vlastnosti
Hydrolýzou sacharózy vzniká ekvimolární směs glukózy a fruktózy, tzv. invertní cukr. Tato reakce je doprovázena změnou optické otáčivosti z pravotočivé na levotočivou, protože vzniká pravotočivá glukóza a silně levotočivá fruktóza. Hydrolýza může probíhat chemicky v kyselém prostředí, nebo enzymaticky v neutrálním prostředí za přítomnosti enzymu invertázy (sacharázy). Podle podmínek reakce může být inverze částečná nebo úplná.
Při reakci katalyzované kyselinou sírovou se sacharóza rozkládá až na elementární uhlík.
C12H22O11 → 12C + 11 H2O

## Senzorické vlastnosti
Sacharóza je bílá krystalická látka, přičemž jednotlivé krystaly jsou bezbarvé.
Má výraznou sladkou chuť. Používá se jako nejběžnější sladidlo. Slouží také jako standard pro určení relativní sladkosti.
Do distribuce je dodávána v různých formách, nejčastěji jako cukr krystal, cukr moučka, či slisovaná do různých tvarů (viz druhy cukru).

## Analytické stanovení
Obsah sacharózy v cukerném roztoku lze stanovit refraktometricky (měření indexu lomu), nebo polarimetricky (měření otočení roviny polarizovaného světla). U složitějších směsí se používá chromatografické stanovení a to především kapalinová chromatografie.

## Výroba
Celosvětově se vyrobí více než 140 milionů tun sacharózy ročně. U finálního výrobku nelze určit, zda byl získán z cukrové třtiny nebo z cukrové řepy, neexistují žádné spotřebitelem zaznamenatelné rozdíly.
V Česku se sacharóza vyrábí z bulev cukrové řepy (Beta vulgaris), které průměrně obsahují 17 % sacharózy, což je více než u třtiny. Řepa se nejprve v mechanické pračce zbavuje nečistot a následně se váží. Takto připravené bulvy se krájí na tenké hranoly, tzv. řízky, které se extrahují vodou při zvýšené teplotě. Tímto vyslazením se získá difúzní šťáva. Zbylé řízky se silážují a používají se jako krmivo. Získaná šťáva se čistí přídavkem vápenného mléka (suspenze hydroxidu vápenatého ve vodě), tzv. čiřením. Tímto procesem se oddělí všechny necukry (bílkoviny, aminokyseliny, polysacharidy, redukující sacharidy), které by bránily krystalizaci roztoku. Přebytek hydroxidu se odstraní oxidem uhličitým, tzv. saturací a produkt se zfiltruje. Tak se získá lehká šťáva a z ní odpařením části vody zahuštěná těžká šťáva, která obsahuje 61–67 % sacharózy. Těžká šťáva se zahřívá na bod krystalizace, tedy na stav, kdy se po skončení varu vylučují krystaly cukru. Opakovanou krystalizací se získá surový cukr, který obsahuje 96 % sacharózy. Může se prodávat jako surový hnědý cukr, nebo se dále čistí afinací (odstředění a promytí vodou a vodní párou), či rafinací (rozpuštění ve vodě a další krystalizace). Zbylý tmavě hnědý až černý sirupovitý cukerný roztok, ze kterého již nelze krystalizací získat sacharózu, se nazývá melasa. Používá se jako cenné krmivo nebo slouží jako substrát pro řadu fermentačních procesů.

### Druhy cukru

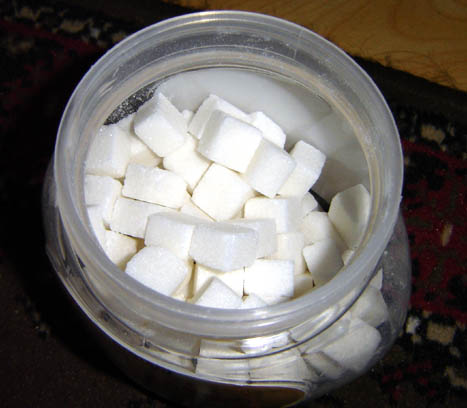
Kostkový cukr

Hnědý cukr má výraznou chuť a aroma. Hnědé zabarvení je způsobeno přítomností zbytkové melasy. Kromě sacharózy obsahuje ještě některé minerální látky (např. draslík, sodík, vápník, hořčík) a některé aminokyseliny.
Krystalový cukr (=granulový cukr) zvýrazňuje chuť a zlepšuje texturu potravin. Také ho lze využít jako substrát ve fermentačních procesech. Podle účelu použití se produkují cukry o různé velikosti krystalů.
Moučkový cukr se získává mletím krystalového cukru na jemno. Používá se při přípravě polev a jako přísada do směsí na pečení. Často se do něj přidává kolem 3 % škrobu, který zde slouží jako protihrudkující látka.
Kostkový cukr vzniká slisováním cukru do různě velkých kostek. Kromě standardní velikosti se často vyrábí i menší kostky, tzv. Mocca, popř. kostky ve tvaru karetních symbolů, tzv. cukr Bridge. Vynález kostkového cukru má domov v Česku, vymyslel ho ředitel Dačické cukrové rafinerie Jakub Kryštof Rad v roce 1841.
Invertní cukr vzniká kyselou hydrolýzou sacharózy na glukózu a fruktózu, tuto reakci lze provést i enzymaticky pomocí invertázy (sacharázy). Podle podmínek reakce může být inverze částečná nebo úplná. Invertní cukr se používá v potravinářství jako sladidlo do nápojů, cukrovinek a sladkého pečiva.
Homolový cukr (=cukrová homole) je cukr slisovaný do různě velkých kuželů, ze kterého se potřebné množství cukru postupně odsekává. Používal se v domácnostech do 19. století, kdy jej začal vytlačovat cukr kostkový a cukr krystalový kvůli praktičtější manipulaci.
Kapalný cukr vzniká rozpuštěním cukru ve vodě. Používá se především jako sladidlo do nealkoholických nápojů.
Sirupy jsou viskózní tekutiny, které mohou být částečně invertované. Přítomnost invertního cukru způsobuje větší odolnost roztoku vůči krystalizaci, proto se sirupy používají převážně do výrobků, ve kterých by krystalizace mohla vadit.
Javorový sirup (Maple syrup) se získává zahuštěním z mízy javoru cukrodárného (Acer saccharum). Jeden litr výrobku se získá odpařením asi 40 litrů šťávy. Hlavním producentem je Kanada, především provincie Québec. Hlavní složkou sirupu je sacharóza (až 96 %), v menší míře může obsahovat i fruktózu a glukózu. Dále obsahuje řadu minerálních látek (vápník, hořčík, zinek, železo…) a vitamíny řady B. Používá se jako sladidlo při výrobě cukrovinek a sladkého pečiva. V Kanadě a USA se tradičně konzumuje na vaflích a palačinkách.
Hedvábný cukr vzniká krystalizací ze směsi cukru, vody a glukózového sirupu. Směs se používá nejčastěji v cukrovinkářském průmyslu k výrobě fondánů.
Tabletované cukry se připravují tabletováním směsi moučkového cukru a maltodextrinu. Používají se v cukrovinkářském průmyslu a ve farmacii.

## Použití
Největší uplatnění nachází sacharóza v potravinářství. Používá se především jako sladidlo, ale upravuje i další senzorické vlastnosti potravin. Někdy se přidává jako konzervační činidlo (vyšší koncentrace sacharózy inhibují růst mikroorganismů), nebo naopak slouží jako fermentační substrát v řadě biotechnologií jako jsou kvasná výroba ethanolu, výroba pekařského droždí, fermentační způsob výroby kyseliny citronové apod.
Kromě hojného použití v potravinářství je sacharóza využívána také ve farmacii, kde slouží jako regulátor nepříjemné chuti některých léků. Má také pomocný význam jako plnidlo či pojivo při výrobě některých lékových forem (granulované prášky, tablety, dražé, sirupy…).
Slouží také jako substrát při technologické výrobě řady cukerných derivátů: 

- fruktooligosacharidy
- palatinóza a palatinitol
- glykosylsacharosy
- laktosacharózy
- invertní cukr (ekvimolární směs D-glukózy a D-fruktózy.)

## Historie
Cukrová třtina je známa v tropických a subtropických oblastech již tisíce let. Její stonky se s oblibou žvýkaly, protože vykazovaly příjemnou sladkou chuť. Až později se z nich začal cukr získávat, zpočátku jen na Dálném východě, na území dnešní Indie a Číny.
S rozvíjejícím se obchodem se znalost cukru rozšiřovala. Do Evropy ho přinesli Arabové. V důsledku nevhodných klimatických podmínek nešlo cukrovou třtinu v Evropě pěstovat, proto se cukr musel do Evropy dovážet. Nejprve z Asie, později v průběhu novověku z kolonizovaného Karibiku a Jižní Ameriky.
V roce 1747 berlínský chemik Andreas Marggaraf rozpoznal cukr v kořenu cukrové řepy. Zpočátku to byla pouze zajímavost, výroba cukrové řepy se výrazně rozvinula až za napoleonských válek, kdy bylo přerušeno obchodní spojení s Anglií. Dnes tvoří řepný cukr asi 30 % z celkové produkce cukru. Nejvíce cukru se dnes vyrábí v zemích s teplým klimatem jako jsou Indie, Čína a Brazílie a v karibské oblasti.
V historii výroby cukru lze nalézt i českou stopu. V roce 1841 Jakub Kryštof Rad z Dačic vyrobil první kostku cukru. Používání tohoto výrobku, tehdy nazývaného čajový cukr, se rychle rozšířilo a dnes již je prodej kostkového cukru samozřejmostí.
S průmyslovou revolucí pak vzrostla spotřeba cukru.